# Augustin Courtet
Pour les articles homonymes, voir Courtet.
Xavier Marie Benoît Auguste Courtet, dit Augustin Courtet, né le 29 juillet 1821 à Lyon (Rhône) et mort le 24 décembre 1890 à Saint-Avertin (Indre-et-Loire), est un sculpteur français.

## Biographie
Augustin Courtet, fils de François Augustin Magloire Courtet, négociant, et de Jeanne Julie Rosalie Lebrument. Ses parents sont mariés à Lyon le 25 janvier 1817. Il est né le 29 juillet1821
Il épouse à Paris, le 12 août 1857, Louise Joséphine Roger d'Arquinvilliers, fille d'Athanase Victor Roger d'Arquinvilliers et de Louise Joséphine Constance Rose de Parron, demeurant au château de Saint-Martin à Pontoise. Il se fait appeler Courtet d'Arquinvilliers, du nom de sa femme.
Élève de James Pradier, Jules Ramey fils et Auguste Dumont, à l'école de dessin de Paris, il entre à l'École des Beaux-Arts le 2 octobre 1884.
Il est sollicité par de nombreuses commandes privées et publiques, notamment pour des musées et des églises.
Plusieurs de ses œuvres décorent des monuments publics comme Le Louvre, la tour Saint Jacques La Boucherie et l'église Saint Laurent.
Il reçoit des commandes pour  la statuaire funéraire qui devient sa spécialité. Ses bustes se trouvent au cimetière du Père Lachaise et au cimetière Montparnasse.
Il meurt le 24 décembre 1890 à Saint-Avertin (Indre-et-Loire)

## Prix et récompenses
Il remporte une médaille de deuxième classe au Salon de 1848. Il expose pour la dernière fois au Salon de 1889.

## Œuvres
- Nymphe des fontaines, façade Nord de la cour Carrée du palais du Louvre à Paris.
- Nicolas Coustou, en façade dans la cour Napoléon du palais du Louvre à Paris.
- La Centauresse et le faune, parc de la Tête d'Or à Lyon.
- Le Sénateur Vaïsse, Musée des Beaux-Arts de Lyon [6]
- Buste de Jean-Jacques Uhrich, Paris, cimetière du Père-Lachaise.
- Buste d'Ernest Baroche, Paris, cimetière du Père-Lachaise.

Œuvres d'Augustin Courtet
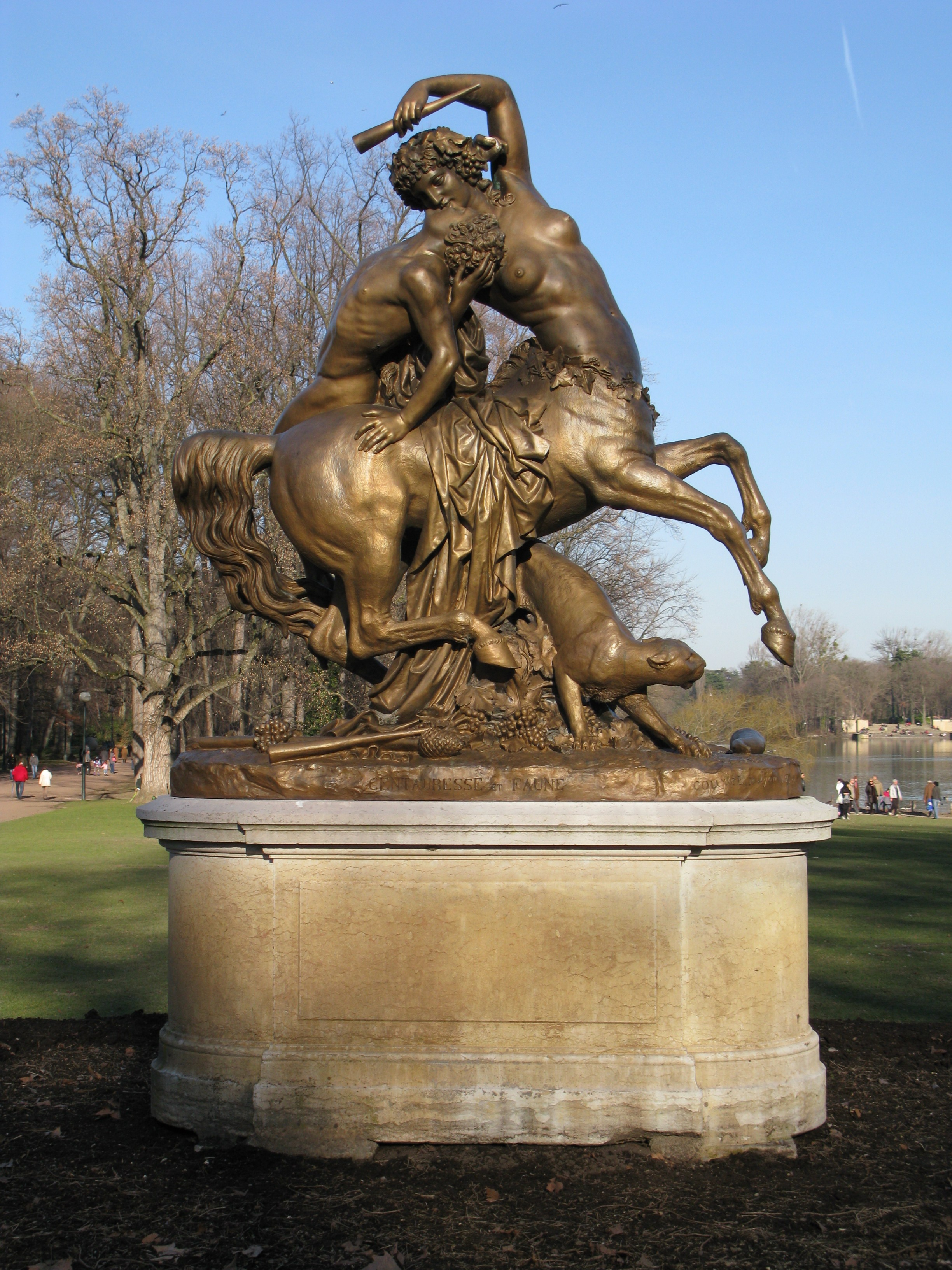
Centauresse et Faune (1849)
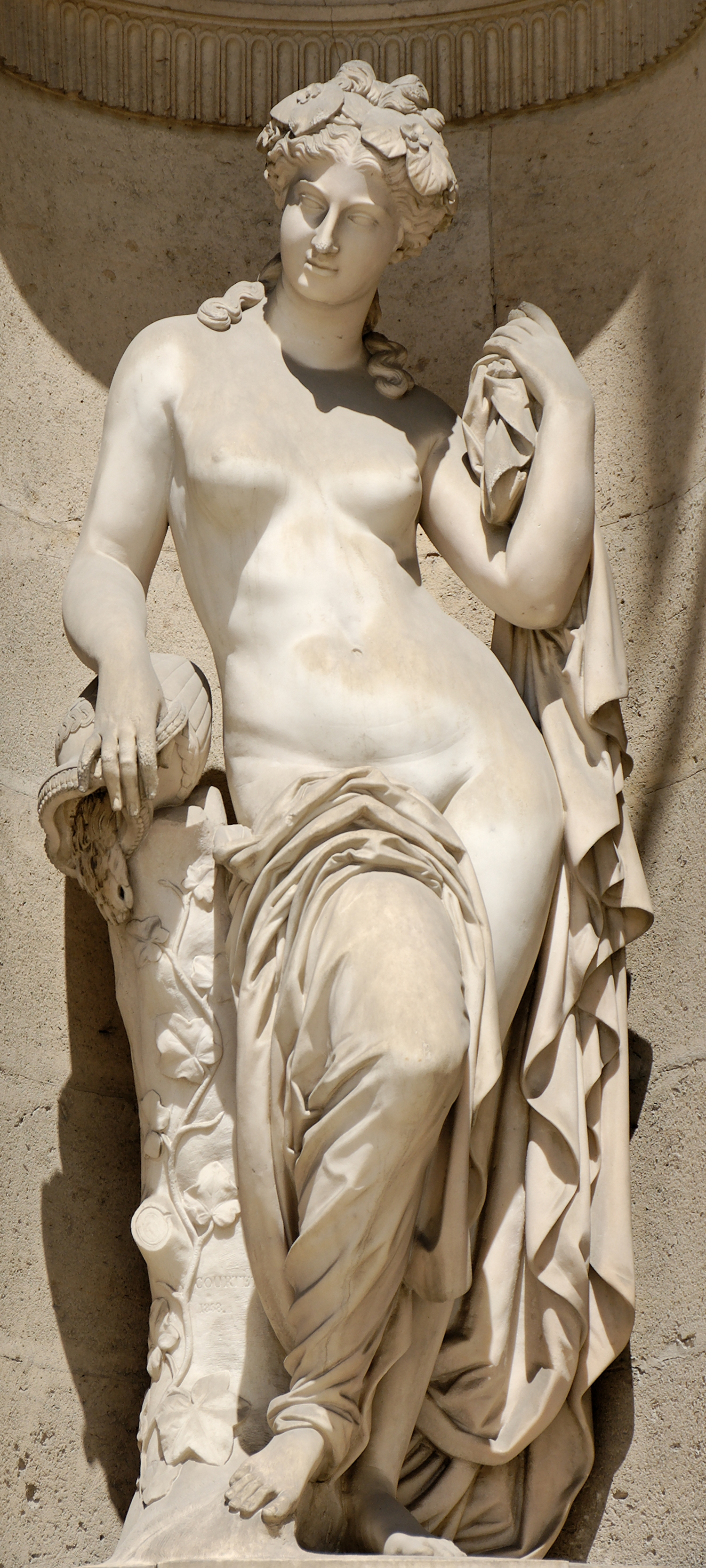
Nymphe des fontaines (1866)
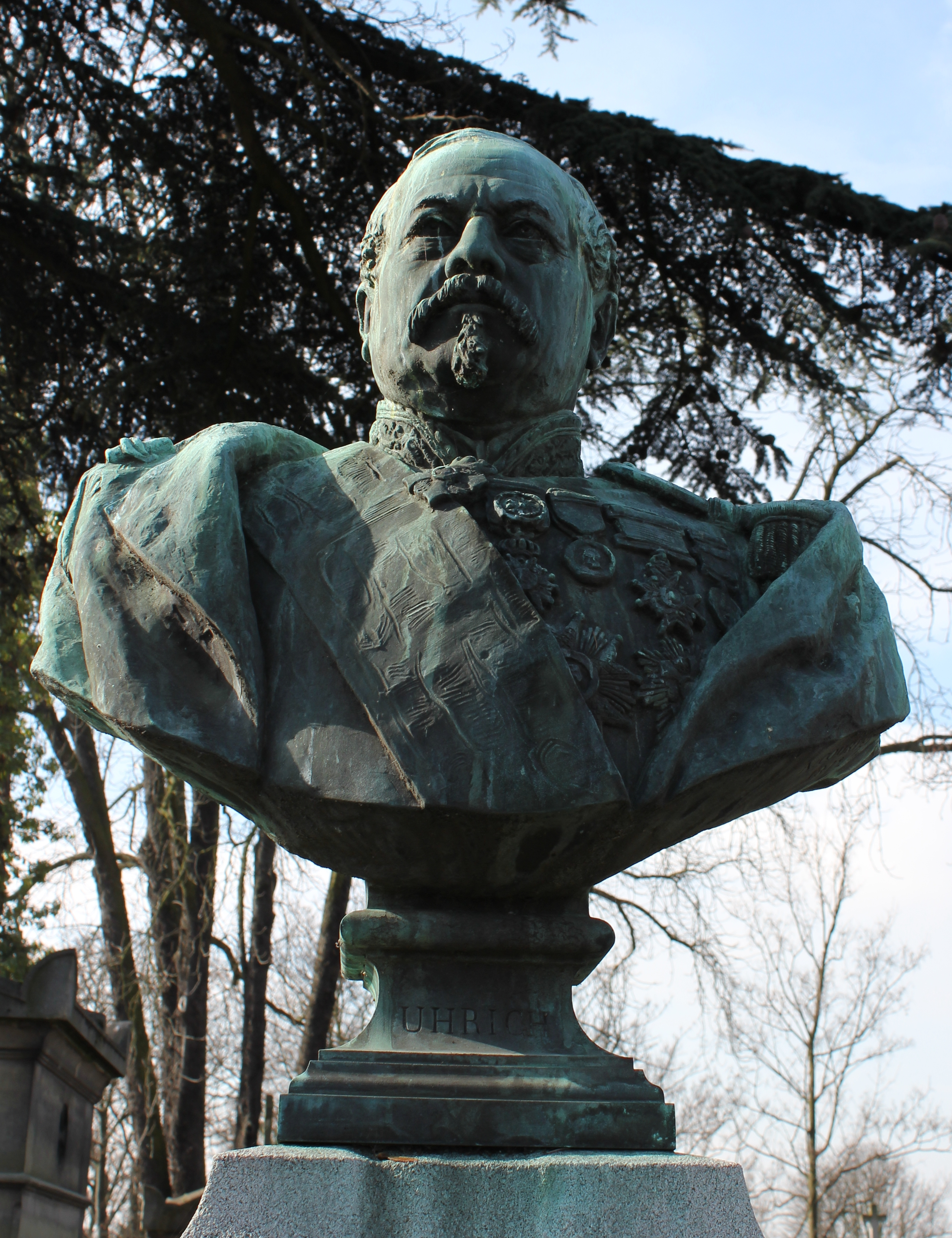
Buste de Jean-Jacques Uhrich (1872)
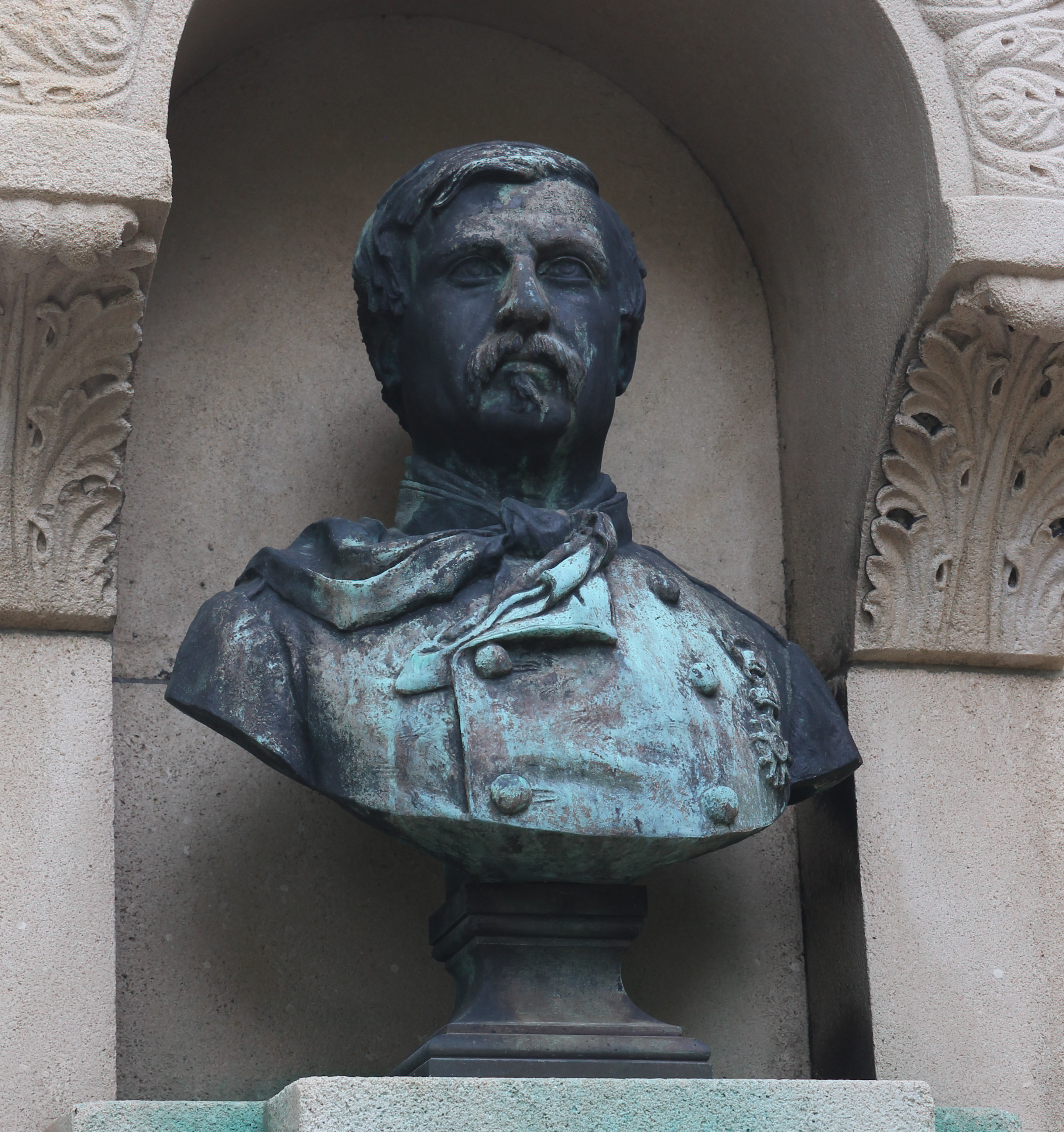
Buste d'Ernest Baroche (1872)